# Puccinellia ladakhensis
Puccinellia ladakhensis är en gräsart som först beskrevs av H.Hartmann, och fick sitt nu gällande namn av Dickore. Puccinellia ladakhensis ingår i släktet saltgrässläktet, och familjen gräs. Inga underarter finns listade i Catalogue of Life.